# Игнатово (Октябрьское сельское поселение)
Игнатово — деревня в Некоузском районе Ярославской области России. 
В рамках организации местного самоуправления входит в Октябрьское сельское поселение, в рамках административно-территориального устройства относится к Родионовскому сельскому округу.

## География
Расположена в 4 км на северо-восток от села Воскресенского, в 21 км на восток от центра поселения посёлка Октябрь и в 31 км на запад от районного центра села Новый Некоуз.

## История
В конце XIX — начале XX века деревня являлась центром Новотроицкой волости Мологского уезда Ярославской губернии.
С 1929 года деревня входила в состав Родионовского сельсовета Некоузского района, в 1944 — 1959 годах — в составе Масловского района, с 2005 года — в составе Октябрьского сельского поселения.

## Население
| 1859 | 1914 | 2002 | 2007 | 2010 |
| ---- | ---- | ---- | ---- | ---- |
| 119  | ↗183 | ↘2   | ↘1   | →1   |